# Perisztaszisz

Peripterosz perisztaszisszal

A perisztaszisz (griech. περίστασις) oszlopokból álló koszorú, amely a peripterosznál a cellát bizonyos távolságból követve teljesen körülveszi. Így a cellát körfolyosó öleli körbe (körcsarnok vagy pteron elnevezéssel), mely kultikus  körmenetek céljául szolgált. 
Amennyiben az oszlop-gyűrű belső udvart, vagy kertet ölel körbe, akkor nem a perisztaszisz nevet, hanem a  perisztil nevet kapja.

## Fordítás
Ez a szócikk részben vagy egészben  a   Peristasis című német Wikipédia-szócikk ezen változatának fordításán alapul.  Az eredeti cikk szerkesztőit annak laptörténete sorolja fel. Ez a jelzés csupán a megfogalmazás eredetét és a szerzői jogokat jelzi, nem szolgál a cikkben szereplő információk forrásmegjelöléseként.